# Велоспорт на літніх Олімпійських іграх 2020 — командний спринт (жінки)
Змагання з командного спринту серед жінок на літніх Олімпійських іграх 2020 року відбулися 2 серпня 2021 року на велодромі Ідзу. Змагалися 16 велосипедисток (8 команд по 2) з 8 країн.

## Передісторія
Це буде третя поява цієї дисципліни на Олімпійських іграх. Її проводили на кожній літній Олімпіаді починаючи з 2012 року.
Чинні олімпійські чемпіонки - Гун Цзіньцзє і Чжун Тяньши з Китаю. Чинні чемпіонки світу (2020) - Пауліне Ґрабош і Емма Гінце з Німеччини.

## Кваліфікація
Національний олімпійський комітет (НОК) може виставити на змагання з командного спринту щонайбільше 1 команду з 2 велосипедисток. Квоти одержує НОК, який сам вибирає велосипедисток, що візьмуть участь у змаганнях. Всі квоти розподілено відповідно до світового рейтингу UCI за країнами за 2018-2020 роки. Вісім НОК з найвищим рейтингом кваліфікувались на змагання. Ці країни також одержали право виставити двох велосипедисток в інші дисципліни, індивідуальний спринт і кейрін. Оскільки кваліфікація завершилась до закінчення Чемпіонату світу з велоспорту на треку 2020 1 березня 2020 року (останнє змагання, що могло змінити рейтинг 2018-20 років), то пандемія COVID-19 на кваліфікацію не вплинула.

## Формат змагань
Заїзд у жіночому командному спринті складається з двох кіл (разом - 500 м). Дві команди, що складаються з двох гонщиць, стартують на протилежних кінцях треку. Кожна з учасниць команди має очолювати заїзд упродовж одного кола. Командний час визначається фінішем останньої учасниці команди. 
Спочатку проводять кваліфікаційний раунд, в якому визначається посів команд. У першому раунді команди змагаються між собою в порядку посіву (1-ша проти 8-ї, 2-га проти 7-ї тощо). Переможниці цих чотирьох заїздів виходять до медального раунду, в якому дві найшвидші команди змагаються за золоту медаль, а дві повільніші - за бронзову.

## Розклад
Змагання в цій дисципліні відбуваються впродовж одного дня.
| З | Попередні заїзди | ЧФ | Чвертьфінали | ПФ | Півфінали | Ф | Фінали |

| Дата →                   | 2 сер | 2 сер | 2 сер | 3 сер | 3 сер | 3 сер | 4 сер | 5 сер | 5 сер | 5 сер | 5 сер | 6 сер | 6 сер | 7 сер | 7 сер | 8 сер | 8 сер | 8 сер | 8 сер |
| ------------------------ | ----- | ----- | ----- | ----- | ----- | ----- | ----- | ----- | ----- | ----- | ----- | ----- | ----- | ----- | ----- | ----- | ----- | ----- | ----- |
| Командний спринт (жінки) | З     | ПФ    | Ф     |       |       |       |       |       |       |       |       |       |       |       |       |       |       |       |       |

## Результати

### Кваліфікація
| Місце | Країна                           | Велогонщиці                         | Результат | Примітки |
| ----- | -------------------------------- | ----------------------------------- | --------- | -------- |
| 1     | Німеччина (GER)                  | Леа Фрідріх Емма Гінце              | 32.102    |          |
| 2     | Китай (CHN)                      | Бао Шаньцзюй Чжун Тяньши            | 32.135    |          |
| 3     | Нідерланди (NED)                 | Лауріне ван Ріссен Шенн Браспенінкс | 32.465    |          |
| 4     | Олімпійський комітет Росії (ROC) | Дар'я Шмельова Анастасія Войнова    | 32.476    |          |
| 5     | Мексика (MEX)                    | Даніела Гаксіола Юлі Вердуго        | 33.097    |          |
| 6     | Польща (POL)                     | Марлена Карвацька Уршула Лось       | 33.244    |          |
| 7     | Литва (LTU)                      | Мігле Марозайте Сімона Крупекайте   | 33.276    |          |
| 8     | Україна (UKR)                    | Любов Басова Олена Старікова        | 33.542    |          |

### Перший раунд
| Місце | Заїзд | Країна                           | Велогонщиці                         | Результат | Примітки |
| ----- | ----- | -------------------------------- | ----------------------------------- | --------- | -------- |
| 1     | 3     | Китай (CHN)                      | Бао Шаньцзюй Чжун Тяньши            | 31.804    | QG, WR   |
| 2     | 4     | Німеччина (GER)                  | Леа Фрідріх Емма Гінце              | 31.905    | QG       |
| 3     | 1     | Олімпійський комітет Росії (ROC) | Дар'я Шмельова Анастасія Войнова    | 32.249    | QB       |
| 4     | 2     | Нідерланди (NED)                 | Лауріне ван Ріссен Шенн Браспенінкс | 32.308    | QB       |
| 5     | 1     | Мексика (MEX)                    | Даніела Гаксіола Юлі Вердуго        | 32.701    |          |
| 6     | 3     | Литва (LTU)                      | Мігле Марозайте Сімона Крупекайте   | 32.827    |          |
| 7     | 2     | Польща (POL)                     | Марлена Карвацька Уршула Лось       | 33.022    |          |
| 8     | 4     | Україна (UKR)                    | Любов Басова Олена Старікова        | 33.285    |          |

### Фінали
| Місце                    | Країна                           | Велогонщиці                         | Результат | Примітки |
| ------------------------ | -------------------------------- | ----------------------------------- | --------- | -------- |
| Фінал за золоту медаль   |                                  |                                     |           |          |
| 1                        | Китай (CHN)                      | Бао Шаньцзюй Чжун Тяньши            | 31.895    |          |
| 2                        | Німеччина (GER)                  | Леа Фрідріх Емма Гінце              | 31.980    |          |
| Фінал за бронзову медаль |                                  |                                     |           |          |
| 3                        | Олімпійський комітет Росії (ROC) | Дар'я Шмельова Анастасія Войнова    | 32.252    |          |
| 4                        | Нідерланди (NED)                 | Лауріне ван Ріссен Шенн Браспенінкс | 32.504    |          |
| Фінал за п'яте місце     |                                  |                                     |           |          |
| 5                        | Литва (LTU)                      | Мігле Марозайте Сімона Крупекайте   | 32.808    |          |
| 6                        | Мексика (MEX)                    | Даніела Гаксіола Юлі Вердуго        | 33.168    |          |
| Фінал за сьоме місце     |                                  |                                     |           |          |
| 7                        | Польща (POL)                     | Марлена Карвацька Уршула Лось       | 33.054    |          |
| 8                        | Україна (UKR)                    | Любов Басова Олена Старікова        | 33.691    |          |